# ジブリル・シディベ
ジブリル・シディベ（Djibril Sidibé, 1992年7月29日 - ）は、フランス・トロワ出身のサッカー選手。元フランス代表。トゥールーズFC所属。ポジションはディフェンダー。両親はマリ共和国の出身。

## クラブ経歴
2012年にトロワACからリールに移籍。2015-16シーズンはリーグ戦37試合に出場して4ゴールを挙げ注目を集めた。リールでは在籍4シーズンで公式戦118試合に出場して11ゴールをマークした。
2016年7月8日、ASモナコへ1500万ユーロで移籍した。右サイドバックの主力として初年度から定着し、チームのリーグ優勝に貢献するとともに、ベストイレブンに名を連ねた。2017-18シーズンも右サイドのポジションを受け渡さず、4月にはアントニオ・バレンシアの後釜を探していたマンチェスター・ユナイテッドFCが興味を示し、シーズン終了後のワールドカップのメンバーにも選ばれた。2018-19シーズンは負傷で出遅れたうえ、チームも降格圏に沈みかけるなど不調に陥った。
2019年8月7日、エヴァートンFCへシーズン終了までのレンタル移籍（買い取りオプション付き）が発表された。
2021-22シーズン終了後は契約満了でモナコを退団したが、9月9日にAEKアテネFCへ2年契約での加入が発表された。

## 代表経歴
世代別フランス代表を経て、2016年9月6日に行われたイタリアとの親善試合でA代表デビュー。2017年6月13日のイングランド戦にて代表初ゴールを記録した。

## 所属クラブ
- トロワAC 2010-2012
- リールOSC 2012-2016
- ASモナコ 2016-2022
  -  エヴァートンFC 2019-2020 (loan)
- AEKアテネFC 2022-2024
- トゥールーズFC 2024-

## 個人成績
| クラブ   | シーズン | リーグ       | リーグ | リーグ | カップ | カップ | リーグカップ | リーグカップ | UEFA | UEFA | 通算 | 通算 |
| クラブ   | シーズン | リーグ       | 出場   | 得点   | 出場   | 得点   | 出場         | 得点         | 出場 | 得点 | 出場 | 得点 |
| -------- | -------- | ------------ | ------ | ------ | ------ | ------ | ------------ | ------------ | ---- | ---- | ---- | ---- |
| トロワAC | 2009–10  | リーグ・ドゥ | 1      | 0      | 0      | 0      | 0            | 0            | -    | -    | 1    | 0    |
| トロワAC | 2010-11  | リーグ・ドゥ | 6      | 0      | 3      | 0      | 1            | 0            | -    | -    | 10   | 0    |
| トロワAC | 2011-12  | リーグ・ドゥ | 34     | 1      | 2      | 0      | 1            | 1            | -    | -    | 37   | 1    |
| リール   | 2012–13  | リーグ・アン | 14     | 1      | 2      | 0      | 1            | 1            | 3    | 1    | 20   | 3    |
| リール   | 2013-14  | リーグ・アン | 20     | 0      | 3      | 0      | 1            | 0            | -    | -    | 24   | 0    |
| リール   | 2014-15  | リーグ・アン | 25     | 2      | 1      | 0      | 3            | 0            | 1    | 0    | 30   | 2    |
| リール   | 2015-16  | リーグ・アン | 37     | 4      | 2      | 0      | 4            | 2            | -    | -    | 43   | 6    |
| ASモナコ | 2016–17  | リーグ・アン | 29     | 2      | 2      | 0      | 4            | 0            | 12   | 1    | 47   | 2    |

## 代表歴

### 出場大会
- フランス代表
  - 2018年 - 2018 FIFAワールドカップ（優勝）
  - 2018年 - UEFAネーションズリーグ2018-19

### 試合数
- 国際Aマッチ 18試合 1得点（2016年-2018年）[7]

| フランス代表 | 国際Aマッチ | 国際Aマッチ |
| 年           | 出場        | 得点        |
| ------------ | ----------- | ----------- |
| 2016         | 6           | 0           |
| 2017         | 8           | 1           |
| 2018         | 4           | 0           |
| 通算         | 18          | 1           |

### 得点
| #  | 開催年月日    | 開催地                               | 対戦国       | スコア | 結果 | 試合概要    |
| -- | ------------- | ------------------------------------ | ------------ | ------ | ---- | ----------- |
| 1. | 2017年6月13日 | サン＝ドニ、スタッド・ドゥ・フランス | イングランド | 2–1    | 3–2  | 国際Aマッチ |

## タイトル

### チーム
モナコ
- リーグ・アン：1回（2016-17）

AEKアテネ
- ギリシャ・スーパーリーグ：1回（2022-23）
- キペロ・エラーダス：1回（2022-23）

### 代表
- FIFAワールドカップ（2018年）

### 個人
- リーグ・アン・ベストイレブン：2016-17